# Collision maritime en mer du Nord de 2025
La collision maritime en mer du Nord de 2025 est une catastrophe maritime qui s'est produite le 10 mars 2025 au large de Withernsea au Royaume-Uni en mer du Nord entre le porte-conteneurs Solong et le pétrolier Stena Immaculate.

## Collision

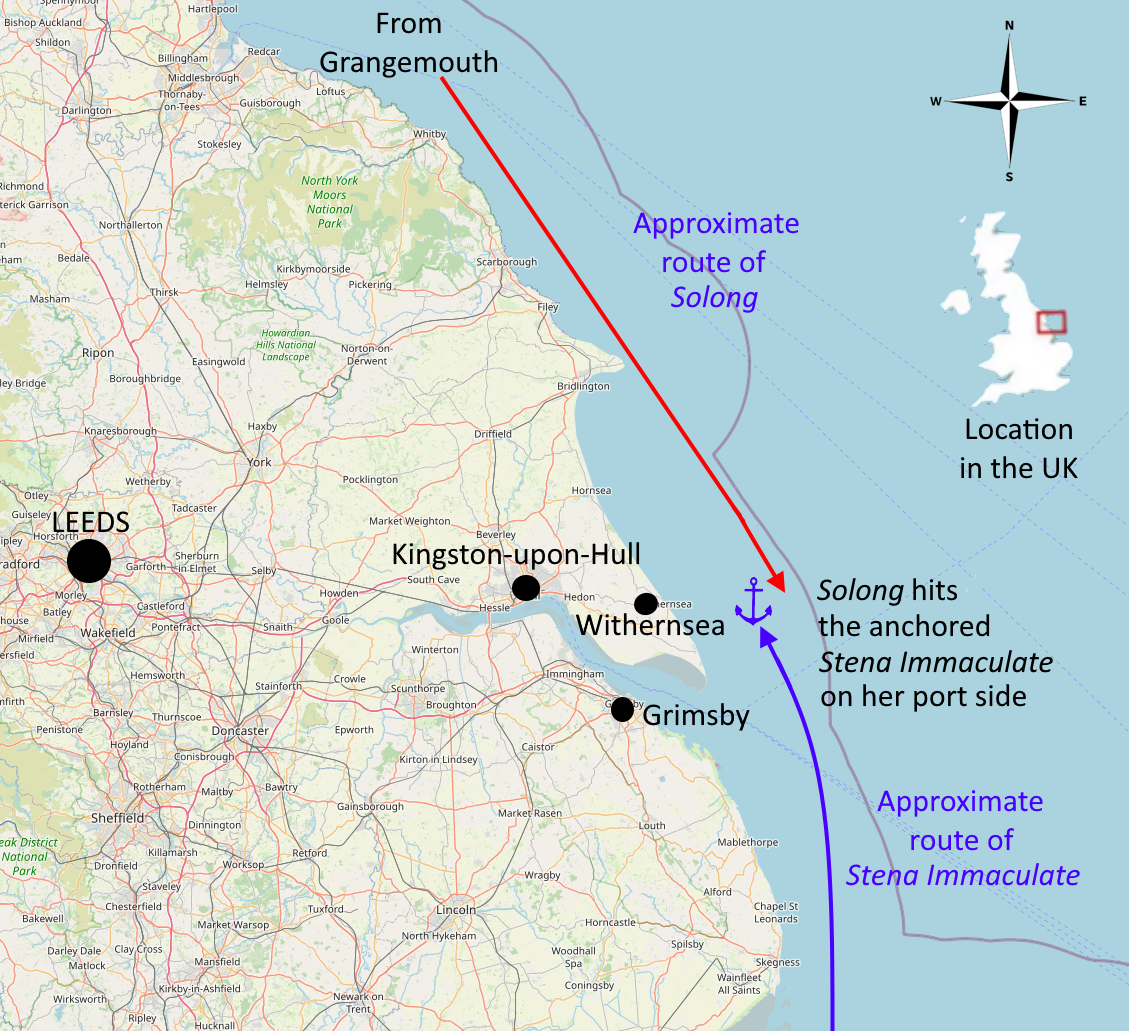
Schéma de la collision.

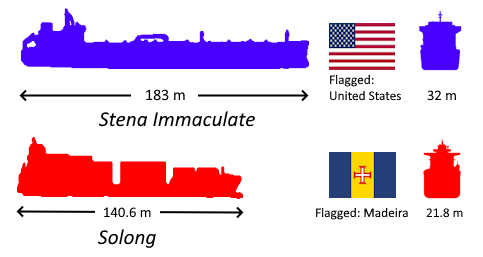
Silhouette des deux navires impliqués.

L'incident s'est produit le lundi 10 mars 2025, au matin, au large du Yorkshire en mer du Nord, le pétrolier sous pavillon américain affrété par le Military Sealift Command transportait 220 000 barils (3 000 000 litres) de carburant aviation Jet A-1 pour l'USAFE était au mouillage a 16 kilomètres au large de la ville de Kingston upon Hull, dans le Yorkshire, lors que le porte-conteneurs sous pavillon de Madère au Portugal appartenant à une société allemande le percute sur le flanc.
Cela a déclenché une intervention des garde-côtes britanniques, les navires étant en flammes et entourés de vastes panaches de fumée noire. 36 personnes ont été sauvées dont les 23 membres d'équipage du pétrolier, un marin pphilippin du porte-conteneurs est présumé mort.
17 515 barils de carburant Jet-A1 sont perdus à la suite de l'impact et de l'incendie. Le reste de la cargaison est en sécurité.
Cette collision provoque des inquiétudes concernant la faune et la flore maritime de la région. Mais le Sous-secrétaire d'État parlementaire pour le transport Mike Kane a déclaré le 12 mars « qu'aucun signe de pollution venant des navires n'avait été observé pour l'instant ». 

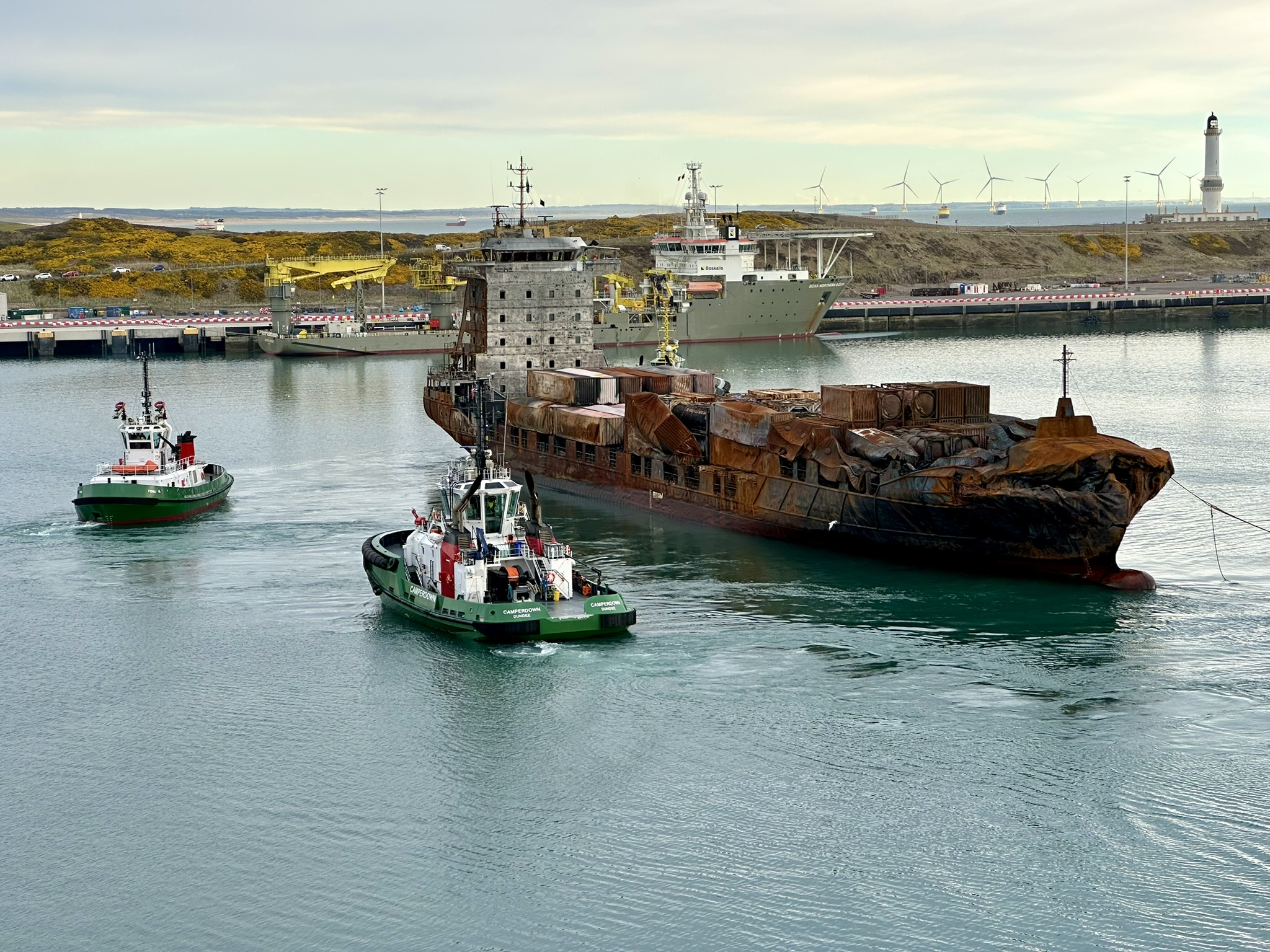
Le Solong arrivant dans le port d'Aberdeen le 28 mars.

Le porte-conteneurs a subi de lourds dégâts du l'incendie visibles le 12 mars, il est remorqué le 28 mars 2025 au 
au port écossais d'Aberdeen où de nouvelles opérations de renflouement seront entreprises.
Les opérations destinées à transférer les 202 485 barils restants vers un autre tanker, le Fure Vyl, vont commencer durant le week-end du 29 et 30 mars 2025. le carburant serait ensuite acheminé vers sa destination, Killingholme (Royaume-Uni). Le Stena Immaculate sera remorqué vers Newcastle, pour y faire l'objet d'une inspection approfondie.
L'équipage du porte-conteneurs est composé de ressortissants russes et philippins, son capitaine russe de 59 ans a été arrêté et soupçonné « d'homicide involontaire par négligence grave »
. Le gouvernement britannique écarte l'hypothèse d'un acte criminel.